# Даниела Сотирова
Даниела Василева Сотирова е български философ и университетски преподавател.

## Биография
Завършва средно образование в 35-а гимназия в София (1973) и висше във Философски факултет на Санктпетербургския университет (Русия) със специализация гносеология и методология на науката при проф. Виктор Щоф (1978). Доктор по философия (1984). Специализирала е в Нидерландия (в Интеркултурния Отворен Университет и в Нидерландското Бизнес Училище), във Великобритания (в университетите в Нотингам, Гилфорд и в Стафорд по приложна философия и дистанционно образование в хуманитаристиката.
От 1979 г. е преподавател в катедра „Правни и хуманитарни науки“ в Стопански факултет в Технически университет-София, от 1989 г. е доцент по философия, а от 2011 г. е професор по Социология, антропология и науки за културата. Преподава дисциплините бизнес етика, професионална етика, административна етика, фирмена култура, социални комуникации, крос-културна бизнес етика и организационно поведение. Гост-професор в Институт по социални и политически науки към Технически университет в Лисабон (2011).
Член на редакционната колегия на сп. „Философски алтернативи“ („Философска мисъл“ (1990 – 1992), а от 2015 г. – на сп. „Етически изследвания“. Член на Катедрата по биоетика на UNESCO (от 2015 г.).Последните ѝ изследователски интереси са към крос-културната бизнес етика и дигиталната организационна култура.

### Монографии и учебници
- Всекидневното и научното съзнание – проблеми на взаимодействието. Наука и изкуство, С., 1987.
- Бизнес етика. Индустри Идея, С., 1995, с. 191.
- Бизнес етика: подходи, практика, перспективи. Виртуален център за култура, музика и научни изследвания, С., 2002. ISBN 954-90665-5-X.
- Фирмена култура: разбиране на организационния живот. Виртуален център за култура, музика и научни изследвания, С., 2003. ISBN 954-90665-6-8, с.159.
- Култура и етика в организационното поведение. ЕОН, С., 2003. ISBN 954-9699-17-X, с.184.
- Бизнес етика: печалбата, успехът, ценностите. Инвестпрес, С., 2005. ISBN 954-9399-04-Х.
- Организационно поведение и култура. Фабер, Велико търново, 2007. ISBN 978-954-775-771-4.
- Новата административна култура: организационни проблеми и лични стратегии за промяна. СУ „Св. Кл. Охридски“- Стопански факултет, С., 2005. (Съавтор – Цв. Давидков; Сотирова е автор на първа част – до с.70). ISBN 954-9399-05-2, 138 с.
- Бизнес етика: луксът, който си заслужава без да струва много. НБУ, С., 2009. ISBN 978-954-535-576-9, с. 544.
- Фирмената култура: параметри и примери. ТУ – София, С., 2010. ISBN 978-954-438-862-1, с.172.
- Етика в публичните услуги. ТУ – София, С., 2011, ISBN 978-954-438-909-3, с.175.
- Бизнес етика: управление на деловото поведение. Фабер, Велико търново, 2014, ISBN 978-619-00-0132-4, с.389.